# فرومسل
فرومسل (به لاتین: Frümsel) یک کوه در سوئیس است که در کانتون سنت گالن واقع شده‌است. فرومسل ۲٬۲۶۷ متر بالاتر از سطح دریا واقع شده‌است.